# Torrent de l'Espluga (Sant Quirze Safaja)
El torrent de l'Espluga és un torrent dels termes municipals de Sant Martí de Centelles (Osona) i Sant Quirze Safaja (Moianès).

## Recorregut
Es forma en el terme de Sant Martí de Centelles, en el vessant nord-est dels Turons del Fabregar, a 908 metres d'altitud, al sud-est de la masia del Fabregar i al nord de la del Pou, des d'on davalla cap al nord-oest per anar girant de seguida cap a ponent. Passa a migdia de la Font del Fabregar, de la masia del mateix nom i dels camps d'aquesta masia, i al cap d'un quilòmetre i cent metres abandona el terme de Sant Martí de Centelles per entrar en el de Sant Quirze Safaja.
Entra en el terme de Sant Quirze Safaja a prop i a llevant de la masia de Barnils, a migdia de la qual discorre, i al nord-oest del Collet del Marçó. En aquest lloc el torrent de l'Espluga inflexiona clarament cap al sud-oest, i va a buscar l'espai entre la Serra de Bernils, que queda al nord-oest, i la Serrat de la Codina (Sant Quirze Safaja), al sud-est, passant per la Coma Alta i obrint entre ambdues serres una vall estreta i profunda. Al final de la vall arriba a llevant del poble de Sant Quirze Safaja, on s'aboca en el Tenes, a ponent del Cerdà i al sud-oest de Can Torrents.